# Afralexia rufa
Afralexia rufa is een keversoort uit de familie zwamkevers (Endomychidae). De wetenschappelijke naam van de soort werd in 1967 gepubliceerd door Strohecker.